# Leg press

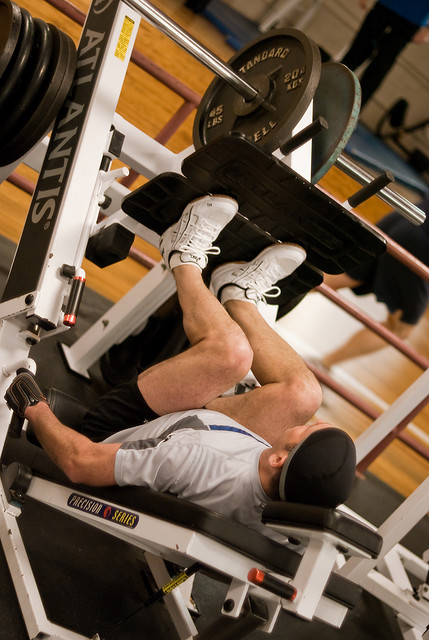
Leg press

Leg press je silové cvičení prováděné na posilovacím stroji. Leg press je cvik, kterým zpevňujete dolní končetiny. Při tomto cviku si lehnete na stroj a při cviku tlačíte pomocí svých nohou desku. Deska je těžší tím, kolik kotoučů s určitými kilogramy umístíte na tyče, které jsou ke stroji připevněny na stranách. Termín leg press také označuje zařízení používané k provedení tohoto cvičení. Cvik je zaměřen výhradně na nohy a nezaměstnává tolik ostatní svaly.
Nejvíce zaměstnaným svalem při tomto cviku je čtyřhlavý sval stehenní. Vedlejší posilované svaly jsou svaly hýžďové, lýtkové a podkolenní šlachy (hamstringy).

## Hrozba zranění
Při provádění jakéhokoliv cviku, včetně leg pressu, hrozí, že se zraníte. Při cvicích na nohy, což je i legpress, je při větších váhách velké riziko zranění. Tomuto riziku můžete zabránit tím, že použijete bandáže. Ty si obvážete od kvadricepsu až po dvojhlavý sval lýtkový. Samozřejmě, že nejpodstatnější je správné provádění techniky. Až poté smíte přejít k větším váhám a tedy i ke koupi bandáží.

## Technika
Cvik se provádí posedem na stroj a opřením o opěradlo. Chodidla se položí na platformu v šíři vašich ramen s špičkami chodidel od sebe. Poté se uvolní závaží. Nohy se pomalu přikrčují co nejníže. Poté se znovu rovnají a tím se závaží tlačí vzhůru.
Tento cvik lze provádět více způsoby. Můžete jím posílit nejen kvadriceps (přední stranu stehen), hamstringy (zadní stranu stehen) a hýžďové svaly, ale i lýtka. Dáte-li nohy výše a blíže k sobě, zabírají především hamstringy, kvadriceps a zčásti i hýžďové svaly. A pokud nohy umístíte do pozice, kdy jsou nízko a dále od sebe, posilujete tím svá lýtka. Správné techniky nejlépe docílíte tím. když si na pár prvních tréninků zaplatíte trenéra. Ten vám pomůže se správnou technikou, ale i s tím, kdy a jak legpress použít. A nakonec, když už znáte techniku, je opravdu podstatnou částí to, abyste si našli pořádného sparring partnera, který vám bude říkat o vašich chybách a bude vás jistit při vašich maximálních váhách.
Je však důležité vědět to, že z leg pressu nikdy pořádné nohy nevybudujete, takže se musíte soustředit i na ostatní cviky.[zdroj⁠?!][rozpor] Především na dřepy, které zařazujeme do komplexních cviků.[zdroj⁠?!] To znamená, že cvik je zaměřen na více svalových partií. Vyvráceno leg press má stejný pohybový vzor jako dřep.[zdroj⁠?!] Jedna se o totožné zapojení svalových vláken.[zdroj⁠?!]

## Ronnie Coleman
Ronnie Coleman, bývalý profesionální kulturista, je ukázkovým příkladem toho, že když cviky provádíte správně, stanete se nejlepším. Ronnie Coleman zvedl na leg press 2300 liber, což je v přepočtu 1050 kg.